# Cua-roig de Livingstone
El cua-roig de Livingstone (Erythrocercus livingstonei) és una espècie d'ocell pertanyent al gènere Erythrocercus. No hi ha consens taxonòmic sobre la família a la que pertany, variant entre els eritrocèrcids (Erythrocercidae) o bé els escotocèrtids (Scotocercidae).
Habita la selva humida, boscos i matolls del sud de Tanzània, Moçambic, sud de Zàmbia, nord i est de Zimbàbue i sud de Malawi. El seu estat de conservació es considera de risc mínim.